# Бентгейм
Бентгейм или Бентхайм (нем. Bentheim) — бывшее графство на крайнем западе Германии. На рубеже XIX и XX веков занимало пространство в 923 км² и имело 31,2 тыс. жителей. Ныне эту территорию занимает одноимённый район земли Нижняя Саксония. Главный город — Бентгейм.
Графство известно с середины XI века. До XIII века принадлежало роду Зальмов и потомкам Дирка VI, затем находилось в непрерывном владении одной фамилии, которая в 1263 г. овладела Текленбургом, а впоследствии также присоединила города Штейнфурт и Реда. В XVI веке владения этого рода были разделены на три графства — Бентгейм-Бентгейм, Бентгейм-Штейнфурт и Бентгейм-Текленбург.
К середине XVIII века графы Бентгейма, чьи земли лежали в бесплодной болотистой местности, оскудели и вошли в неоплатные долги перед курфюрстами Ганноверскими (которые в то время занимали престол богатейшей страны Европы — Великобритании). В 1753 г. ганноверские войска, якобы в уплату кредита, оккупировали их владения. Тем не менее по соглашению 1806 года графство Бентгейм было медиатизировано в пользу великого герцогства Берг, а не Ганновера.
Венский конгресс в духе компромисса постановил разделить бывшие графские владения: город Бентгейм, известный своими минеральными источниками, был закреплён за домогавшимся его Ганновером (в лице британского короля), а Штейнфурт и Реда — за прусской короной. В 1817 г. король Пруссии наделил медиатизованных графов из рода Бентгеймов княжеским титулом. И два века спустя все четыре фамильных замка (Бентгейм, Штейнфурт, Реда и Гогенлимбург в Хагене) по-прежнему принадлежат членам рода Бентгеймов.

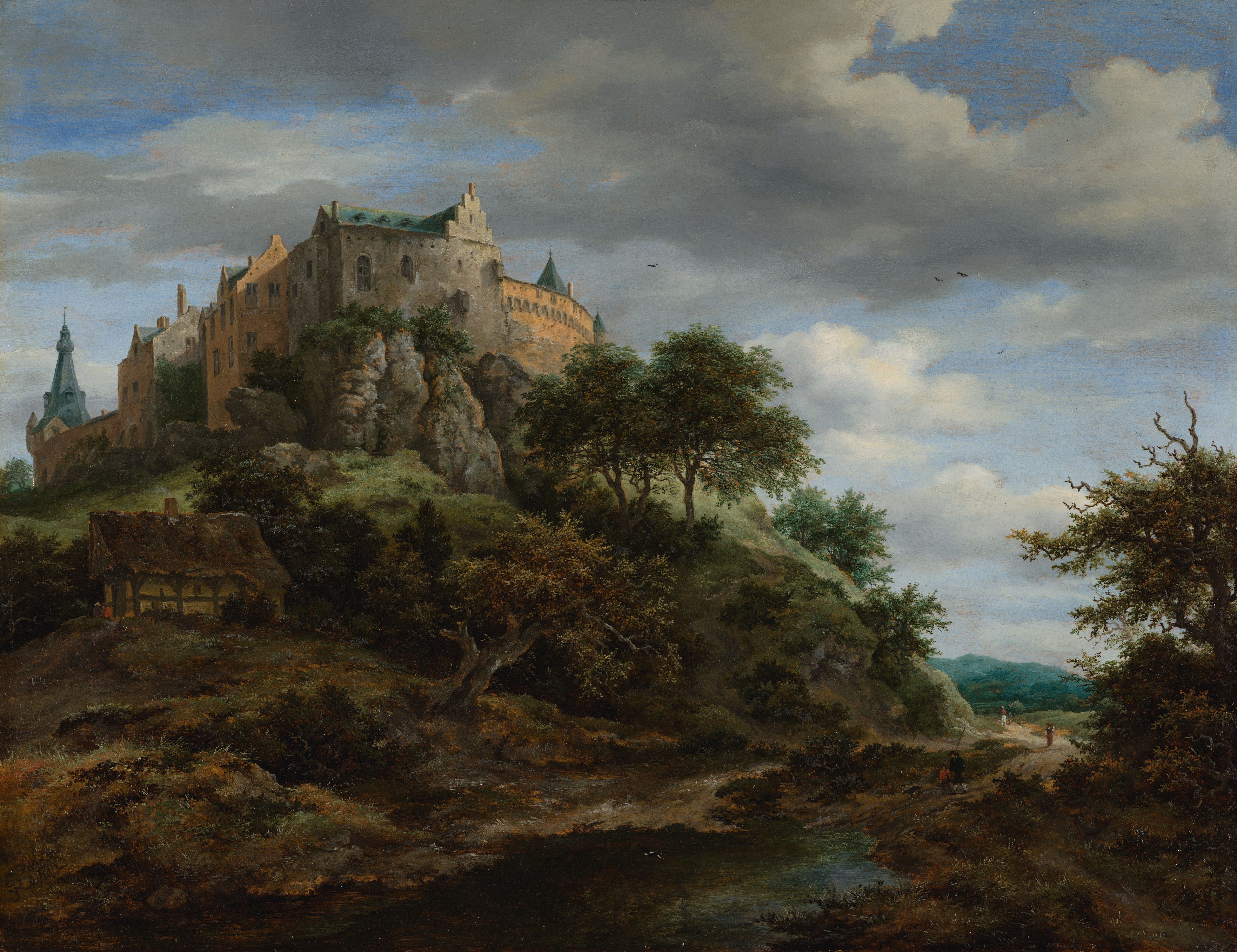
Бентгеймский замок на полотне Рейсдаля
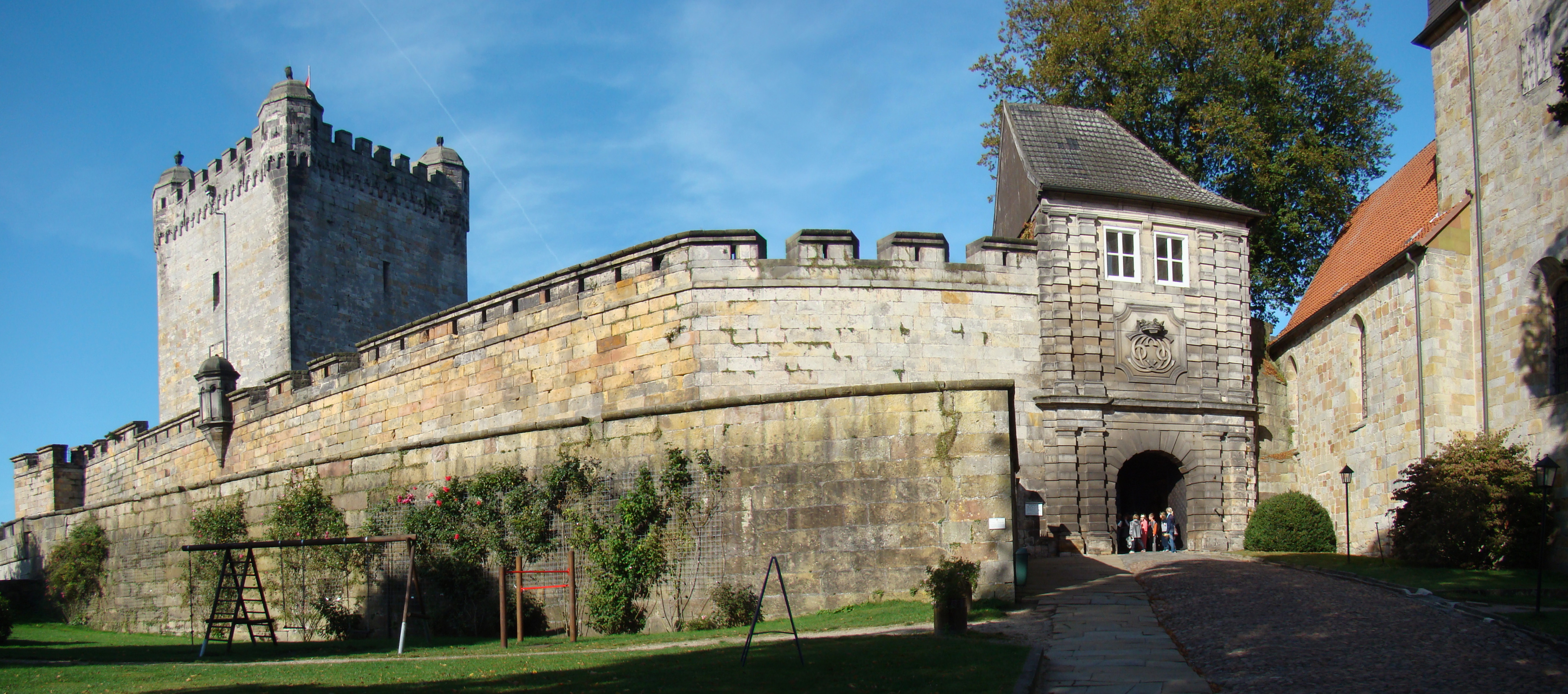
Бентгеймский замок в наше время
Графский герб
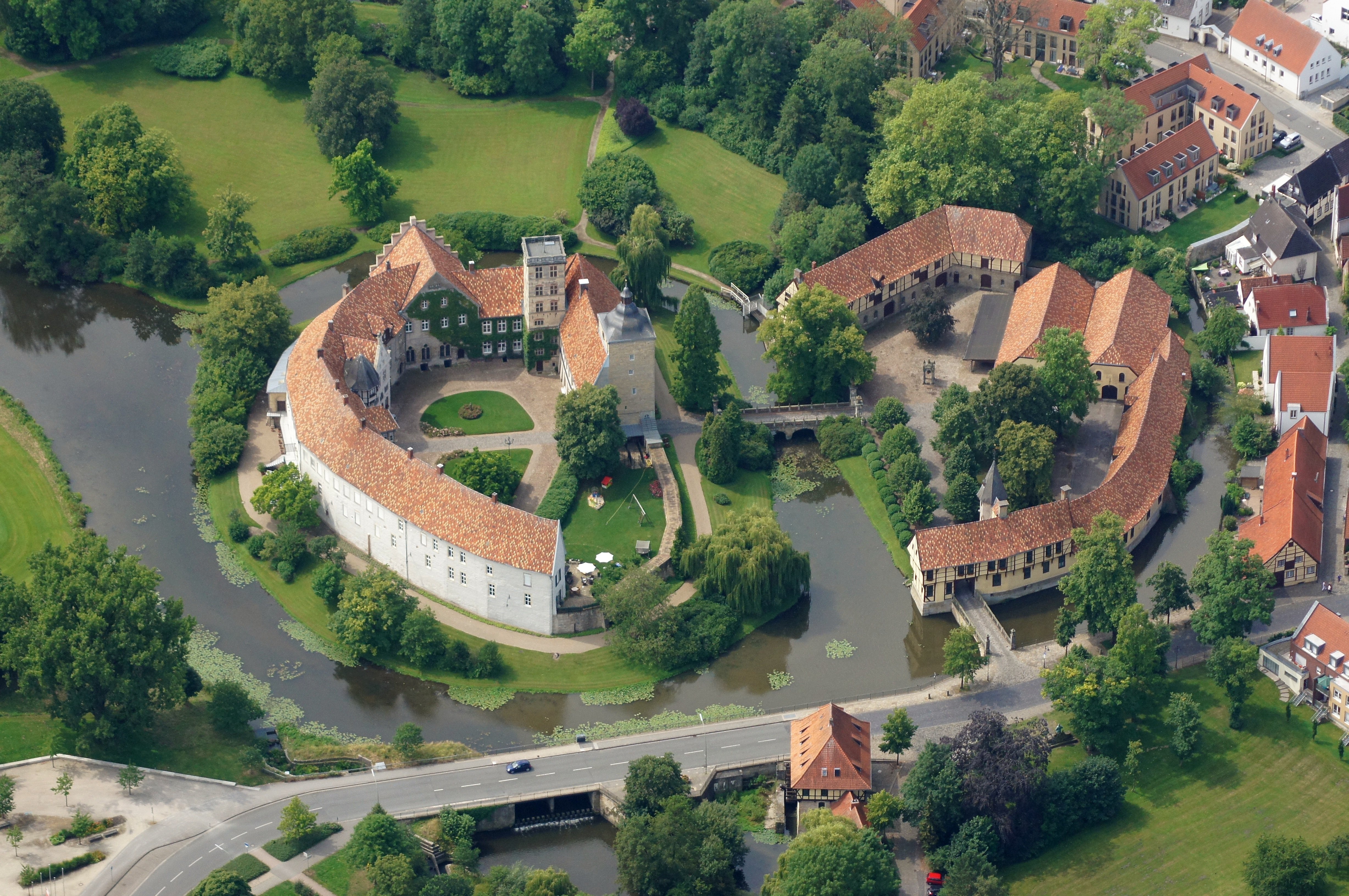
Замок Штейнфурт
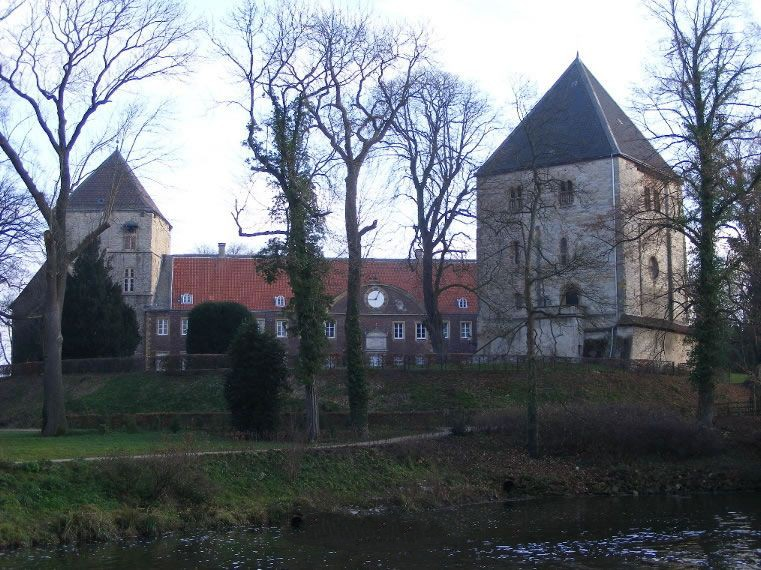
Замок Реда